# Pintara pinwilli
Pintara pinwilli är en fjärilsart som beskrevs av Butler 1877. Pintara pinwilli ingår i släktet Pintara och familjen tjockhuvuden. Inga underarter finns listade i Catalogue of Life.